# Championnats d'Asie de boxe amateur 1994
Navigation
Édition précédente Édition suivante
La 17e édition des championnats d'Asie de boxe amateur s'est déroulée à Téhéran, Iran, en 1994. 

## Résultats

### Podiums
| Catégories                    | Or                        | Argent                 | Bronze                               |
| Poids mi-mouches (-48 kg)     | Bulat Jumadilov           | Magomed Ramazanov      | Kuo Yuang-chih Pichit Phaisila       |
| Poids mouches (-51 kg)        | Duk Jeon-in               | Sultan Abdulrazhakov   | Akbar Ahadihir Mohammad Ali Qambrani |
| Poids coqs (-54 kg)           | Bija Batmani              | Jae Hwan-lim           | Tanekov Surapol Sankunrang           |
| Poids plumes (-57 kg)         | Somluck Kamsing           | Nemo Bahari            | Shin Hsueh-yao Nurlan Kalibayev      |
| Poids légers (-60 kg)         | Chaleo Somewong           | Hassin Oussmen         | Pezhman Chalak Tae Kim-seung         |
| Poids super-légers (-63,5 kg) | Bolat Niyazymbetov        | Aswin Cabui            | Bekmurad Durdiev Kim Myung-Hyun      |
| Poids welters (-67 kg)        | Nurzhan Smanov            | Khampun Intasri        | Abdul Rasheed Baloch Khaled Akrad    |
| Poids super-welters (-71 kg)  | Kanatbek Chagatayev       | Asadollah Johari       | Sawang Anunsri Gao Ming              |
| Poids moyens (-75 kg)         | Arkadiy Topayev           | Lee Seung-bae          | Rezwan Khan                          |
| Poids mi-lourds (-81 kg)      | Ayoub Pourtaghi Ghoushchi | Young Sam-ko           | Vassiliy Jirov Lakha Singh           |
| Poids lourds (-91 kg)         | Jiang Tao                 | Morteza Shiri Ghesiagh | Hossam Kourdi Bakhodir Sadikov       |
| Poids super-lourds (+91 kg)   | Raj Kumar Sangwan         | Iraj Kia Rostami       | Ahn Young-hyun Mikhail Yurchenko     |

### Tableau des médailles
| Place | Pays              | Médaille d'or, Asie | Médaille d'argent, Asie | Médaille de bronze, Asie | Total |
| ----- | ----------------- | ------------------- | ----------------------- | ------------------------ | ----- |
| 1     | Kazakhstan        | 5                   | 1                       | 4                        | 10    |
| 2     | Iran              | 2                   | 3                       | 2                        | 7     |
| 3     | Thaïlande         | 2                   | 1                       | 3                        | 6     |
| 4     | Corée du Sud      | 1                   | 3                       | 3                        | 7     |
| 5     | Inde              | 1                   | 0                       | 1                        | 2     |
| 5     | Chine             | 1                   | 0                       | 1                        | 2     |
| 7     | Indonésie         | 0                   | 2                       | 0                        | 2     |
| 8     | Turkménistan      | 0                   | 1                       | 3                        | 4     |
| 9     | Syrie             | 0                   | 1                       | 2                        | 3     |
| 10    | Pakistan          | 0                   | 0                       | 3                        | 3     |
| 11    | Taipei chinois    | 0                   | 0                       | 2                        | 2     |
| Total | 11 pays médaillés | 12                  | 12                      | 24                       | 48    |